# Kamenná hora u Derflic
Kamenná hora u Derflic je přírodní památka ve správních územích Znojma a Tasovic v okrese Znojmo v Jihomoravském kraji. Nachází se severovýchodně od Derflic. Předmětem ochrany jsou suché a stepní trávníky, vegetace efemér a sukulentů s výskytem vzácných druhů rostlin (koniklec velkokvětý, křivatec český, smil písečný) a živočichů, zejména hmyzu.

## Historie
Území přírodní památky bývalo využíváno k pastvě hospodářských zvířat, čímž byla udržována existence stepních trávníků. Ty se z velké části zachovaly i přes ukončení pastvy. Zejména okrajové části chráněného území však zarostly náletovými dřevinami včetně trnovníku akátu a expanzivními druhy travin jako je třtina křovištní a ovsík vyvýšený.
Místy se v menších jámových lomech těžil kámen pro místní účely. Řada drobných lomů se nachází severně od přírodní památky, ale je součástí dobývacího prostoru tasovického lomu, a proto nebyla zahrnuta ani do přírodní památky, ani do evropsky významné lokality.
Zvláště chráněné území mělo být vyhlášeno už v devadesátých letech dvacátého století, ale přes vypracování návrhu k vyhlášení nedošlo. Chráněné území tak vyhlásil až Krajský úřad Jihomoravského kraje v kategorii přírodní památka s účinností od 1. března 2014.

## Přírodní poměry
Přírodní památka s rozlohou 8,29 hektaru leží v katastrálních územích Derflice a Tasovice nad Dyjí. Nachází se v Dyjsko-svrateckém úvalu. Částečně se překrývá se stejnojmennou evropsky významnou lokalitou. Území je rozděleno do dvou částí, přibližně oddělených korytem občasného vodního toku.

### Abiotické poměry
Pestré geologické podloží je tvořené vrstvami žuly, granodioritu, slepenců, břidlic a svorů, které jsou místy překryté kvartérními zvětralinami. V geomorfologickém členění Česka přírodní památka leží v Dyjskosvrateckého úvalu, v podcelku Jaroslavická pahorkatina. Území tvoří pahorky na vrchu Kamenná hora a na jižním úpatí Kravího kopce v nadmořské výšce 210–230 metrů. Jižní a severní část odděluje průlomové údolí občasného vodního toku. Z půdních typů převládá černozem, která přechází do rankerů.
V rámci Quittovy klasifikace podnebí se přírodní památka nachází v teplé oblasti T4, pro kterou jsou typické průměrné teploty −2 až −3 °C v lednu a 19–20 °C v červenci. Roční úhrn srážek dosahuje 650 milimetrů. Mrazových dnů bývá 100–110, zatímco letních dnů šedesát až sedmdesát.

### Flóra
Jádrem chráněného území je několik druhů trávníků, na osypovém kuželu bývalého lomu se vyvinulo společenstvo pohyblivých sutí a v protější stráni roste štěrbinová vegetace silikátových skal a drolin. Podél periodické vodoteče se vyvinul olšový les. Z chráněných nebo ohrožených druhů rostlin v přírodní památce rostou divizna brunátná (Verbascum phoeniceum), dvojštítek hladkoplodý proměnlivý (Biscutella laevigata subsp. varia), koniklec velkokvětý pravý (Pulsatilla grandis subsp. grandis), kozinec vičencovitý (Astragalus onobrychis), křivatec český pravý (Gagea bohemica subsp. bohemica), lomikámen cibulkatý (Saxifraga bulbifera) a smil písečný (Helichrysum arenarium).

### Fauna
Početné je zastoupení druhů hmyzu vázaného na stepní trávníky. Hojně se v nich vyskytuje kudlanka nábožná (Mantis religiosa), majka Meloe decorus, prskavec menší (Brachinus explodens), svižník polní (Cicindela campestris), zlatohlávek tmavý (Oxythyrea funesta) nebo otakárek ovocný (Iphiclides podalirius). Vzácně byli nalezeni také otakárek fenyklový (Papilio machaon), majka obecná (Meloe proscarabaeus), prskavec větší (Brachinus crepitans) a střevlík Scheidlerův (Carabus scheidleri).
Vodní tůně v bývalých lůmcích poskytují útočiště pro obojživelníky jako je blatnice skvrnitá (Pelobates fuscus), čolek obecný (Lissotriton vulgaris), kuňka obecná (Bombina bombina), rosnička zelená (Hyla arborea) a skokan štíhlý (Rana dalmatina). Z plazů se v trávnících hojně vyskytuje ještěrka obecná (Lacerta agilis), na mezích slepýš křehký (Anguis fragilis), užovka hladká (Coronella austriaca) a na trávnících s křovinami v blízkosti tůní také užovka obojková (Natrix natrix).
Na otevřených plochách hnízdí strnad luční (Emberiza calandra), vyskytuje se zde také kalous pustovka (Asio flammeus) a křepelka polní (Coturnix coturnix).

## Ochrana přírody
Předmětem ochrany jsou ekosystémy acidofilních suchých trávníků (15 % rozlohy), úzkolistých suchých trávníků (25 % rozlohy), subpanonských stepních trávníků (5 % rozlohy), skalní vegetace s kostřavou sivou (5 % rozlohy) a acidofilní vegetace efemér a sukulentů (5 % rozlohy), dále druhy koniklec velkokvětý pravý, křivatec český pravý, smil písečný, krytohlav Cryptocephalus schaefferi, potápník Hydroporus fuscipennis, vírník Gyrinus suffriani a mravenec zrnojed (Messor structor). Cílem ochranných opatření je zachování životaschopných populací uvedených druhů a ekosystémů bez přítomnosti invazních a expanzivních druhů rostlin.